# 安卡拉古猿
安卡拉古猿（Ankarapithecus meteai）是一種已滅絕的靈長類。牠們約重60磅，吃果實。牠們的化石於1950年代及1990年代在近土耳其的安卡拉發現。
安卡拉古猿由於與西瓦古猿相似，故有指牠們是西瓦古猿的一種。